# Municipio de Indianfields
El municipio de Indianfields (en inglés: Indianfields Township) es un municipio ubicado en el condado de Tuscola en el estado estadounidense de Míchigan. En el año 2010 tenía una población de 6048 habitantes y una densidad poblacional de 65,67 personas por km².

## Geografía
El municipio de Indianfields se encuentra ubicado en las coordenadas 43°27′13″N 83°24′13″O / 43.45361, -83.40361. Según la Oficina del Censo de los Estados Unidos, el municipio tiene una superficie total de 92.09 km², de la cual 87.41 km² corresponden a tierra firme y (5.08%) 4.68 km² es agua.

## Demografía
Según el censo de 2010, había 6048 personas residiendo en el municipio de Indianfields. La densidad de población era de 65,67 hab./km². De los 6048 habitantes, el municipio de Indianfields estaba compuesto por el 93.87% blancos, el 2.45% eran afroamericanos, el 0.76% eran amerindios, el 0.45% eran asiáticos, el 0.17% eran isleños del Pacífico, el 0.89% eran de otras razas y el 1.42% pertenecían a dos o más razas. Del total de la población el 5.31% eran hispanos o latinos de cualquier raza.